# Josef Petrus Jonsson
 (septembre 2024).
Pour les articles homonymes, voir Jonsson.
Josef Petrus Jonsson, né le 21 juin 1887 à Enköping et mort le 9 mai 1969 à Norrköping, est un compositeur suédois.

## Biographie
Josef Jonsson fait ses études de piano mais se tourne ensuite vers le journalisme musical.
Il compose notamment plusieurs suites et ouvertures pour orchestre, une cantate pour chœur parlé et chœur de femmes, solistes, deux flûtes et piano créée à Norrköping le 5 mai 1962. Il compose aussi de la musique de chambre, des pièces pour piano et des mélodies.

## Œuvres musicales

### Œuvres orchestrales
- Symphonie no 1 (1919-1922) ;
- Symphonie no 2 (1931) ;
- Symphonie no 3 (1947) ;
- Concerto pour violon (création à Norrköping le 10 avril 1960) ;
- Prélude de fête (1961) ;

### Œuvre avec chœur
- Korallrevet, poème symphonique pour baryton, chœur et orchestre (1916) ;
- Missa solemnis, pour chœur, orchestre et orgue (1934)

### Œuvres de musique de chambre
- Symphonie de chambre (1949)